# Maudy Ayunda
Faza Ayunda Maudya, conocida musicalmente como Maudy Ayunda (Yakarta, 19 de diciembre de 1994) es una actriz y cantante indonesia. Debutó en el mundo del espectáculo, tras participar en una película titulada RENA, que fue  protagonizada por la actriz Surya Saputra en 2006. Después participó en otras películas como Sang Pemimpi, Rumah Tanpa Jendela, Tendangan dari Langit y entre otras. En 2011, se hizo conocer como cantante tras lanzar su primer álbum discográfico titulado Panggil Aku. Habla indonesia, mandarín, inglés, y español.

## Discografía

### Álbumes de estudio
- Panggil Aku... (2011)
- Moments (2015)

### Álbum de banda sonora de película
- Ost. Perahu Kertas (2012)

### Sencillo
| Año  | Título                          | Álbum                | Etiqueta                  |
| ---- | ------------------------------- | -------------------- | ------------------------- |
| 2011 | "Aku Atau Temanmu"              | Panggil Aku...       | Trinity Optima Production |
| 2011 | "Tiba - Tiba Cinta Datang"      | Panggil Aku...       | Trinity Optima Production |
| 2012 | "Perahu Kertas"                 | Ost. Perahu Kertas   | Trinity Optima Production |
| 2012 | "Tahu Diri"                     | Ost. Perahu Kertas 2 | Trinity Optima Production |
| 2013 | "Cinta Datang Terlambat"        | Ost. Refrain         | Trinity Optima Production |
| 2014 | "By My Side" (feat. David Choi) | Moments              | Trinity Optima Production |
| 2014 | "Bayangkan Rasakan"             | Moments              | Trinity Optima Production |
| 2015 | "Untuk Apa"                     | Moments              | Trinity Optima Production |
| 2015 | "Sekali Lagi"                   | Moments              | Trinity Optima Production |

## Filmografía

### Película
| Año  | Título                     | Personaje      | Notas                                                                                                 |
| ---- | -------------------------- | -------------- | --- |
| 2006 | Untuk Rena                 | Rena           | Lead role Nominated - 2006 MTV Indonesia Movie Awards for Most Favorite Rising Star                   |
| 2009 | Sang Pemimpi               | Zakiah Nurmala | Supporting role                                                                                       |
| 2011 | Rumah Tanpa Jendela        | Andini         | Supporting role                                                                                       |
| 2011 | Tendangan dari Langit      | Indah          | Supporting role                                                                                       |
| 2012 | Malaikat Tanpa Sayap       | Mura           | Lead role Nominated - 2012 Festival Film Bandung for Best Female Leading Role                         |
| 2012 | Perahu Kertas              | Kugy           | Lead role Nominated - 2013 Indonesian Movie Awards for Favorite Soundtrack (for song "Perahu Kertas") |
| 2012 | Perahu Kertas 2            | Kugy           | Lead role                                                                                             |
| 2013 | Refrain                    | Niki           | Lead role                                                                                             |
| 2015 | 2014                       | Laras          | Supporting role                                                                                       |
| 2015 | Battle of Surabaya         | Yumna          | Voice over                                                                                            |
| 2017 | Trinity The Nekad Traveler | Trinity        | Lead role                                                                                             |